# Maurice Jacquel
Maurice Robert Jacquel (ur. 14 marca 1929 w Plainfaing, zm. 10 kwietnia 2004 w Colmarze) – francuski zapaśnik walczący w obu stylach. Olimpijczyk z Rzymu 1960; dziesiąty w stylu klasycznym i piętnasty w stylu wolnym. Walczył w kategorii do 87 kg.
Brązowy medalista mistrzostw świata w 1959; szósty w 1958; uczestnik w 1963. Brał udział w mistrzostwach Europy w 1966. Drugi i trzeci na igrzyskach śródziemnomorskich w 1959 roku.